# Tiger Corporation
Tiger Corporation (em japonês: タイガー魔法瓶 株式会社 Taiga Mahōbin Kabushiki gaisha) é uma multinacional japonesa fabricante e comerciante de garrafas térmicas e eletrônicos de consumo, incluindo caldeiras elétricas e panelas elétricas de arroz. Tem filiais na China, Taiwan e Estados Unidos.A empresa foi fundada em fevereiro de 1923 como Kikuchi Manufacturing Company em Nishi, Osaka. Em 1953, o nome da empresa foi alterado para Tiger Vacuum Bottle Ind, Co., Ltd., em 1983, Tiger Vacuum Bottle Co., e em 1998 para seu nome atual, Tiger Corporation. A partir de 2006, a Tiger começou a produzir e comercializar outros produdtos como: panelas de arroz, garrafas térmicas (garrafas térmicas) e churrasqueiras elétricas.